# ウルメ島
ウルメ島（ウルメじま）は、徳島県阿南市椿町にある島である。

## 地理
阿南市椿町の無人島で橘湾内に位置する。面積は0.74km2。直径は100mで標高は36m。西方には高島がある。北側には面積が0.28km2の姥島（うばじま）と呼ばれるほぼ陸続きの小島がある。
島名は泉が湧き出るという縄文時代の言語に由来する。